# Transformers Armada
Transformers Armada (z jap. Super Robot Lifeform Transformer: Micron Legend (jap. 超ロボット生命体トランスフォーマー マイクロン伝説 Chō Robotto Semetai Toransufōmā: Maikuron Densetsu), ang. Transformers: Armada). Serial powstał w latach 2002–2003 wraz z serią zabawkową. Zapoczątkowała amerykański cykl "Unicron Trilogy", posiada 52 odcinki podzielone na cztery sezony. Serial opowiada o wojnie dwóch frakcji żywych robotów z planety Cybertron, Autobotów i Decepticonów, które przybyły na Ziemię szukając Miniconów, dawno zaginionej trzeciej frakcji, której przedstawiciele są kluczem do zakończenia konfliktu. Jego kontynuacja to Transformerzy: Wojna o Energon.

## Dodatkowe informacje
- Serial był emitowany w Polsce, pod tytułem Transformery na kanale Polsat i TV4 w wersji z polskim lektorem, którym był Radosław Popłonikowski.
- Emisja w Polsce:
  - Polsat – pierwsza emisja od 21 sierpnia 2003 roku – wszystkie 52 odcinki,
  - Polsat – druga emisja od 4 maja 2005 roku – pierwsze 26 odcinków,
  - TV 4 – od 20 czerwca 2004 roku – wszystkie 52 odcinki.
- Zarówno w Polsacie jak i TV4 została pomylona kolejność odcinków, po odcinku 38 zostały wyemitowane epizody 41-52 by potem wrócono do pozostałych.
- Kontynuacją serialu jest seria Transformerzy: Wojna o Energon (ang. Transformers: Energon, jap. Transformers: Superlink, 2003-2004), emitowana w Cartoon Network z dubbingiem.

## Fabuła
Pokojowo nastawione Minicony wraz z pomocą Autobotów uciekają z rodzimej planety targanej wojną. Pech chciał, że w statku kosmicznym, w którym uciekają z Cybertronu, zostało uszkodzone sterowanie. Statek wraz z uwięzionymi w nim Miniconami dryfuje przez Galaktyki, by w końcu rozbić się na Ziemi. Na skutek uderzenia w Ziemię Minicony zostają rozrzucone po całej planecie i "uśpione" przetrwają na niej kilka milionów lat. Dopiero dwójka przyjaciół Bradley (Rad) White i Carlos Lopez całkiem przypadkowo aktywują Minicony w naszych czasach. Wojna pomiędzy Transformerami przenosi się na Ziemię.

### Sezon 1
Tuż po aktywowaniu jednego z Miniconów na miejsce zjawia się Megatron, który gdyby nie interwencja innych Transformerów to zdobyłby Minicona. Rad, Carlos i Alexis poznają Autoboty i zaprzyjaźniają się z nimi oraz przebywają też na ich statku. W trakcie sezonu pierwszego Optimus ujawnia, że jego przyczepa może zmienić się w platformę bojową lub jego nogi, pojawiają się dziwne Minicony, których nie da się aktywować, trójka miniconów, które były partnerami trójki dzieci łączą się w Perceptora, każdy z Transformerów zdobywa swojego Minicona (Starscream zrobił to jako ostatni), Red Alert podarował dzieciom Laserbeaka, do Autobotów przyłączyli się Fred i Billy, którzy początkowo nie lubili Carlosa, Alexis i Rada. Pod koniec sezonu do Autobotów dołącza Smokescreen, a trójka "tajemniczych Miniconów" łączy się w trakcie finałowej bitwy w Star Saber - miecz o ogromnej mocy, którego posiadaczem staje się Hot Shot.

### Sezon 2
Początek sezonu jest bardzo burzliwy. Na początku sezonu do obu frakcji dołączają Sideways i Scavenger, którzy szybko jednak zmieniają strony. Deceptikony dzięki Sidewaysowi szybko przejmują Star Saber. Tymczasem Megatron dzięki Scavengerowi dowiaduje się o Skyboom Shield - tarczy równie silnej jak Star Saber i tworzonej przez trzy Minicony. Deceptikonom udaje się szybko je złapać i w samą porę do Autobotów dołącza Blurr. Megatron postanawia zniszczyć Autoboty dzięki dwóm superbroniom. Optimus pod koniec starcia przejmuje Skyboom Shield, dzięki której Autoboty wygrywają potyczkę. Wojna schodzi na tory wojny pozycyjnej i wiele się nie zmienia do czasu przybycia taktyka Thrusta, który zastawił na Autoboty pułapkę, która się nie udała jedynie z powodu Jetfire'a. Druga zasadzka, była też przemyślana, ale się nie udała tym razem przez Optimusa. Prime w trakcie bitwy połączył się z Jetfirem w Jet Convoya i pokonał większość Deceptikonów, które przez to musiały się wycofać.

### Sezon 3
Deceptikony są rozgoryczone ostatnimi porażkami Thrusta, który "nie umie wygrać nawet jednej bitwy". Sideways zdradza Deceptikony i opuszcza je. Thrust prawie go zabił gdyby nie to, że zdrajca pokazał mu całą swoją moc - zmienianie się w zmiennokształtną, samoregenerującą się materię. Nawet Megatron nie był w stanie go zniszczyć.

### Sezon 4
Autoboty i Decepticony łączą siły, by walczyć z Unicronem. Jednak wiele Autobotów i Decepticonów ginie w czasie tego sezonu.

## Bohaterowie
Autoboty
- Optimus Prime – lider Autobotów, w swojej klatce piersiowej nosi Matrycę Przywództwa (symbol lidera Autobotów). Transformuje się w czerwono-niebieską ciężarówkę z "noskiem" tak zwany semi-truck. Jego przyczepa może działać jako samodzielne stanowisko bojowe, lub też połączyć się z Primem i stworzyć tryb Super. Optimus jako jedyny z Autobotów potrafi też połączyć się z Jetfirem tworząc JetOptimusa. Zdolność do łączenia się z innymi Transformerami określana jest mianem Powerlinku. Optimus może również połączyć się z Overloadem tworząc CanonPrime'a. Połączenie Jetfire'a, Overloada i Prime'a nazywa się JetCannon Optimus Prime. Prime wierzy, że kiedyś ustanie walka pomiędzy Transformerami a one same będą żyć ze sobą w pokoju. Taka jest też jego misja i jest w stanie oddać za nią życie i tak też robi gdy w Ziemię zostaje wycelowane Hydra Canon, Optimus używa Matrycy, by wchłonąć wiązkę z działa, ratuje Ziemię sam ginąc. Jego miniconem jest Sparkplug.

Pierwszy występ: First Ecounter
Ginie: Crisis
Powraca do życia: Miracle
- Jetfire (Myśliwiec) – zastępca Prime’a transformuje się w wahadłowiec kosmiczny. Może łączyć się z Primem w JetOptimusa. Nigdy nie opuszcza go poczucie humoru, wygląda na narwańca jednak to tylko pozory. Jego bronią jest jak to mówi pistolet plazmowy. Jego minicon to Comettor.

Pierwszy występ: Tactican
- Hot Shot (Piorunus) – młodzik, transformuje się w żółty wóz sportowy. Jego broń to dwulufowy pistolet laserowy. Przez długą część serii zachowuje się bardzo dziecinnie, by po śmierci Optimusa przejąć dowodzenie nad Autobotami do jego powrotu. W drugiej serii Armady poważnieje zupełnie. Jego miniconem jest Jolt.

Pierwszy występ: Metamorphosis
- Red Alert (Alarmus) – transformacja: jeep karetka. Główny mechanik Autobotów. Zamiast jednej z rąk ma działko laserowe. Zawsze poważny. W późniejszych odcinkach często zostaje z dziećmi pilnować bazy. Jego minicon jest Longarm.

Pierwszy występ: Metamorphosis
- Smokescreen (Ochroniarz/Dźwigus) – transformacja: dźwig z hakiem. Ginie w odcinku Sacriface broniąc Miniconów tworzących Requiem Blaster, zostaje odnowiony w następnym odcinku jako Hoist. (transformacja: dźwig budowlany). Jego miniconem jest Liftor.

Pierwszy występ: Underground
- Scavenger (Grabarz) – transformuje się w buldożer. Był szpiegiem Autobotów w szeregach Decepticonów. Stary przyjaciel Prime’a i jego nauczyciel (To Scavanger nauczył Optimusa walki), później zostaje nauczycielem Hot Shota. Jego minicon to Rollbar.

Pierwszy występ: Overatch
- Blurr – transformacja: zmodyfikowane Ferrari F50. W pewnym stopniu odczuwa wstręt do ludzi, a same Minicony traktuje jak przedmioty. Później jednak zmienia o nich zdanie. Na Cybertronie ratuje kiedyś życie Sideswipe’owi co ciągnie się za nim (Sideswipe w uwielbieniu do niego przybywa na Ziemię i dołącza do grona Autobotów). Jego minicon to Incinerator.

Pierwszy występ: Reinforcement
- Sideswipe (Spychacz) – transformacja: samochód osobowy. Na Ziemię przybywa za Blurrem, chce być taki jak on, przyłącza się do Autobotów i zostaje partnerem Hot Shota. Jego minicon nazywa się Nightbeak.

Pierwszy występ: The past
Decepticony
- Megatron – przywódca Decepticonów, transformacja: czołg. Zimny, bez litości, chce być panem wszechświata. Swoje niepowodzenia wyładowuje na swoich podwładnych (najczęściej na Starscreamie). Jego minicon to Lader-1

Pierwszy występ: First Ecounter
- Demolishor (Demolatron) – transformacja: lekki czołg, Demolishor jest ślepo oddany Megatronowi, zawsze bez słowa sprzeciwu wykonuje jego najdziwniejsze rozkazy. Nie grzeszy inteligencją. Czasami boi się Starscreama, głównie wtedy gdy Starscream wyciąga swój miecz w stronę Demolishora. Jego miniconem jest Blackout

Pierwszy występ: Metamorphosis
- Starscream (Krzykotron) – transformacja: odrzutowiec. Lojalny wobec Megatrona (w pewnym sensie). Jego najlepszy żołnierz. To z reguły na nim Megatron wyżywa się po przegranych bitwach. Jako jedyny Decepticon nie traktował Miniconów jak przedmioty. Nie mogąc dłużej znieść polityki Megatrona przyłącza się do Autobotów, jednak na skutek tarć między sobą i namowy Thrusta powraca do Decepticonów. Jednak przebywanie z Autobotami zmieniło Starscreama doprowadziło nawet do tego, że sprzeciwił się Megatronowi i zginął jak bohater w odcinku 48 "Cramp". Jego minicon to Swindle.
- Cyclonus (Cyklotron) – transformacja: helikopter. Narwany, niezrównoważony emocjonalnie, niczego nie biorący na poważnie. Jednak jest doskonale wyszkolony w walce powietrznej. Jego minicon nazywa się Crumplezone
- Wheeljack (Prasownik) – dawniej Autobot, był partnerem Hot Shota. Jednak Hot Shot nie zdołał mu pomóc podczas misji. Rannego Wheeljacka uratował Megatron, a w zamian za uratowanie życia stał się Decepticonem. Jednak wiele razy miał okazję aby zniszczyć Hot Shota, ale tego nie zrobił. Transformacja: czarny samochód sportowy. Jego minicon to Wind Sheer.

Pierwszy występ: The past
- Tidal Wave (Falotron) – transformacja: cybertroński lotniskowiec. Silny, milczący, opanowany. Wiernie służy Megatronowi. Był dowódcą Decepticonów na Cybertronie pod nieobecność Megatrona. Jest silnie uzbrojony i jest jednym z największych Decepticonów. Może łączyć się z Megatronem tworząc dla niego potężną zbroję. Jego miniconem jest Ramjet.
- Thrust/Dirge (Cień/Odrzutus) – Wiernie służy Megatronowi. Transformuje się w odrzutowiec. Sprowadził na Ziemię Tidal Wave'a. W odcinku "Union" chciał kontrolować Unicrona, ale w czasie konfrontacji z Galvatronem utknął w otworze. Gdy błagał Galvatrona o pomoc, lider Decepticonów zignorował jego pomoc, przez co Thrust zginął, gdy otwór się zamknął. Jego minicon to Inferno.

## Inni
Dzieciaki
- Bradley (Rad) White
- Carlos Lopez
- Alexis – sprawia wrażenie, a właściwie jest najmądrzejsza z całej tej grupki. Pomaganie Autobotom traktuje bardzo poważnie. Jej miniconem zostaje Sureshock, który transformuje się w pomarańczowy skuter. Emocjonalnie związana ze Starscreamem podejrzewana przez widzów o pewien sposób miłości do niego, bardzo przeżywa jego śmierć.

Pierwszy występ: First Ecounter
- Billy i Fred

Transformery
- Sideways (Krętacz) – Transformacja: motor. Jest jedynym transformerem, który może zmieniać strony. Posiada dwa Mini-Cony, Rook (który zmienia się w hełm Autobota) i Crosswise'a (który zmienia się w hełm Decepticona), które pełnią role hełmów Sideways'a. Ostatecznie Sideways chciał zawładnąć Unicronem i wykiwał Thrusta, gdyż panował nad Unicronem, a jego dwa Mini-cony złączyły się w Mini-Cona Mirrora. Ostatecznie w odcinku "Origin" został zabity przez Optimusa Prime'a przy użyciu Requiem Blastera.
- Unicron – Transformacja: planeta. Transformer-gigant. Chciał zniszczyć wszechświat. Został pokonany przez połączone siły Autobotów i Decepticonów. Posiada Mini-cona o nazwie Dead End.
- Laserbeak (Laseroptak) – Niewielki robot który dzieci dostały od Red Alerta, Laserbeak przemienia się w ptaka, kamery wideo i ogłuszający pistolet, i jest zwykle stosowany przez dzieci do robienia obrazów z bitew z powrotem do centrali.
- Nemesis Prime – Lustrzane odbicie Optimusa Prime'a, który jest kontrolowany przez Sideways'a.

## Spis odcinków
| Nr                            | Polski tytuł     | Angielski tytuł |
| ----------------------------- | ---------------- | --------------- |
|                               |                  |                 |
| SERIA PIERWSZA                |                  |                 |
|                               |                  |                 |
| 01                            | Pierwsze starcie | First Encounter |
|                               |                  |                 |
| 02                            | Przemiana        | Metamorphosis   |
|                               |                  |                 |
| 03                            | Baza             | Base            |
|                               |                  |                 |
| 04                            | Towarzysze       | Comrade         |
|                               |                  |                 |
| 05                            | Żołnierz         | Soldier         |
|                               |                  |                 |
| 06                            | Dżungla          | Jungle          |
|                               |                  |                 |
| 07                            | Festyn           | Carnival        |
|                               |                  |                 |
| 08                            | Pałac            | Palace          |
|                               |                  |                 |
| 09                            | Konfrontacja     | Confrontation   |
|                               |                  |                 |
| 10                            | Metro            | Underground     |
|                               |                  |                 |
| 11                            | Ruiny            | Ruin            |
|                               |                  |                 |
| 12                            | Prehistoria      | Prehistory      |
|                               |                  |                 |
| 13                            | Uderzenie        | Swoop           |
|                               |                  |                 |
| SERIA DRUGA                   |                  |                 |
|                               |                  |                 |
| 14                            | Konfrontacja     | Overmatch       |
|                               |                  |                 |
| 15                            | Korek            | Gale            |
|                               |                  |                 |
| 16                            | Podstęp          | Credulous       |
|                               |                  |                 |
| 17                            | Intryga          | Conspiracy      |
|                               |                  |                 |
| 18                            | Zaufanie         | Trust           |
|                               |                  |                 |
| 19                            | Wakacje          | Vacation        |
|                               |                  |                 |
| 20                            | Wsparcie         | Reinforcement   |
|                               |                  |                 |
| 21                            | Decydująca bitwa | Decisive Battle |
|                               |                  |                 |
| 22                            | Zasadzka         | VOW             |
|                               |                  |                 |
| 23                            | Rebelia          | Rebellion       |
|                               |                  |                 |
| 24                            | Porwanie         | Chase           |
|                               |                  |                 |
| 25                            | Strateg          | Tactician       |
|                               |                  |                 |
| 26                            | Połączenie       | Linkup          |
|                               |                  |                 |
| SERIA TRZECIA                 |                  |                 |
|                               |                  |                 |
| 27                            | Wykrycie         | Detection       |
|                               |                  |                 |
| 28                            | Przebudzenie     | Awakening       |
|                               |                  |                 |
| 29                            | Desperacja       | Desperate       |
|                               |                  |                 |
| 30                            | Ucieczka         | Runaway         |
|                               |                  |                 |
| 31                            | Przeszłość       | Past            |
| 32                            | Przeszłość       | Past            |
|                               |                  |                 |
| 33                            | Poświęcenie      | Sacrifice       |
|                               |                  |                 |
| 34                            | Regeneracja      | Regeneration    |
|                               |                  |                 |
| 35                            | Ratunek          | Rescue          |
|                               |                  |                 |
| 36                            | Mars             | Mars            |
|                               |                  |                 |
| 37                            | Wyłom            | Crack           |
|                               |                  |                 |
| 38                            | Zagrozić         | Threaten        |
|                               |                  |                 |
| 39                            | Kryzys           | Crisis          |
|                               |                  |                 |
| SERIA CZWARTA Unicron Battles |                  |                 |
|                               |                  |                 |
| 40                            | Wyrzut sumienia  | Remorse         |
|                               |                  |                 |
| 41                            | Odjechać         | Depart          |
|                               |                  |                 |
| 42                            | Cud              | Miracle         |
|                               |                  |                 |
| 43                            | Lalka            | Puppet          |
|                               |                  |                 |
| 44                            | Powstanie        | Uprising        |
|                               |                  |                 |
| 45                            | Zryw             | Dash            |
|                               |                  |                 |
| 46                            | Dryf             | Drift           |
|                               |                  |                 |
| 47                            | Zwiastun         | Portent         |
|                               |                  |                 |
| 48                            | Pętać            | Cramp           |
|                               |                  |                 |
| 49                            | Sojusz           | Alliance        |
|                               |                  |                 |
| 50                            | Połączenie       | Union           |
|                               |                  |                 |
| 51                            | Źródło           | Origin          |
|                               |                  |                 |
| 52                            | Śmiertelna walka | Mortal Combat   |
|                               |                  |                 |